# مهرجان العنب (البرازيل)

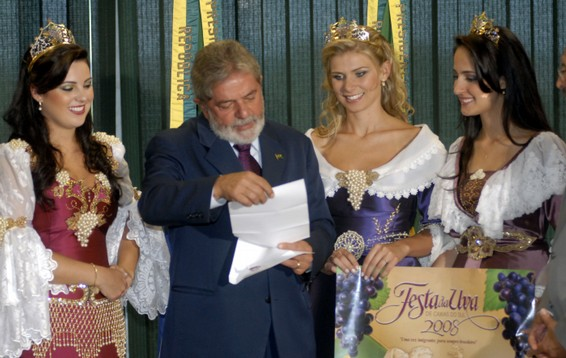

مهرجان العنب (أو Festa da Uva كما يُلقب في البرازيل) هو احتفال بالإرث الثقافي للإيطاليين البرازيليين. يُعقد كل سنتين في كاسياس دو سول وريو غراندي دو سول، بجنوب البرازيل.  يُعقد المهرجان في فبراير من كل سنة زوجية. وأثناء المهرجان، تجذب الخيم المعقودة في كاسياس دو سول الناس، ليس فقط من المناطق الأخرى، ولكن أيضًا من حول العالم. يتذوق الزائرون الجبن والعنب وختلف أنواع النبيذ البرازيلي. كما تجذب الجماهير العريضة البائعين المستقلين الذي يؤجرون الأكشاك للدعاية لبضائعهم المحلية من جنوب ولاية غاوتشو.
كما يستضيف المهرجان المسيرات التي تجول المدينة بالليل. وتترأس المهرجان Rainha (ملكة) واحدة واثنتان Princesas (أميرتان)، واللاتي يجب عليهن أن يتنافسن في مسابقة ملكة جمال كي يُخترن لتلك المناصب. اختيرت أول ملكة في مهرجان عام 1933.

## التاريخ
بدأ مهرجان Festa da Uva عام 1931 كمهرجان للحصاد. يقع الحصاد في البرازيل في فبراير أو مارس، وذلك لوقوع البلاد في نصف الأرض الجنوبي. في ذلك العام، منح عمدة كاسياس دوسول الدعم اللازم لإطلاق المهرجان. إلا أنه توقف فيما بين 1938 إلى 1949 بسبب عدم الاستقرار في المدينة والمحيط بالمنطقة الإيطالية، والذي يعود جزئيًا إلى آثار الحرب العالمية الثانية واشتهار المهرجان بأنه استعراض للثقافة الإيطالية.

## روابط خارجية
- معرض صور لمهرجان العنب
- الموقع الرسمي لمهرجان العنب (باللغة البرتغالية).